# Carpio (Valladolid)
Carpio é um município da Espanha na província de Valladolid, comunidade autónoma de Castela e Leão, de área 56,83 km² com população de 1063 habitantes (2007) e densidade populacional de 18,99 hab/km².

## Demografia
| Variação demográfica do município entre 1991 e 2004 | Variação demográfica do município entre 1991 e 2004 | Variação demográfica do município entre 1991 e 2004 | Variação demográfica do município entre 1991 e 2004 |
| --------------------------------------------------- | --------------------------------------------------- | --------------------------------------------------- | --------------------------------------------------- |
| 1991                                                | 1996                                                | 2001                                                | 2004                                                |
| 1315                                                | 1244                                                | 1181                                                | 1079                                                |